# SN 2006qi
SN 2006qi – supernowa typu Ia odkryta 20 listopada 2006 roku w galaktyce A015019+0053. W momencie odkrycia miała maksymalną jasność 22,20m.